# Абаш, Шаабан Амберович
Шаабан Амберович Абаш (абх. Шьаабан Амбер-иԥа Абашь) — всадник абхазской сотни Черкесского конного полка Кавказской туземной дивизии во время Первой Мировой войны.

## Биография
Родился в Абхазии, в селе Адзюбжа в семье абхазских негров Амбера Абаш и Софии Мазалия. Брат известного абхазского общественного деятеля Абаш Ширина

## Первая мировая война
В ночь с 27 на 28 апреля 1915 г. Абаш Шаабан и Гарцкия Нахарей, вызвавшись охотниками, переправились вновь на сторону р. Днестр, занятую противником, потопили одну лодку, стоявшую за островом у берега и, выяснив присутствие и расположение секретов неприятеля, под сильным ружейным огнем вплавь же вернулись и принесли важные сведения. Представлены к георгиевскому кресту 4 ст.
Во время Первой мировой войны Абаш Шаабан был неоднократно ранен.
После революции принял сторону советской власти, принимал участие в гражданской войне. Был награждён грамотой с автографом Серго Орджоникидзе.
Избирался в ЦИК Абхазии.

## Работы
- Счастье старого негра // Заря Востока. 17 августа 1958.

## Цитаты
Eще в прошлом веке один купец, приобретая большую партию негров-рабов, привез их в Стамбул, вскоре они были подарены русскому царю. Но в Петербурге мои соотечественники от непривычного климата стали болеть и умирать. Оставшихся в живых, среди которых был и мой прадед, царица подарила, как дарят котят, одному вельможе, имевшему поместье на теплом берегу Черного моря